# Enchelycore nigricans
Enchelycore nigricans är en fiskart som först beskrevs av Pierre Joseph Bonnaterre 1788.
Enchelycore nigricans ingår i släktet Enchelycore och familjen Muraenidae. Inga underarter finns listade i Catalogue of Life.